# Gornji Slatinik
Gornji Slatinik is een plaats in de gemeente Podcrkavlje in de Kroatische provincie Brod-Posavina. De plaats telt 94 inwoners (2001).

## Bevolking
Volgens de volkstelling van 2011 woonden er 90 mensen.